# Carena del Panissar
La Carena del Panissar és una serra situada al municipis de Sant Vicenç de Castellet a la comarca del Bages i el de Rellinars a la comarca del Vallès Occidental, amb una elevació màxima de 646 metres.